# ルイテン726-8
ルイテン726-8 (Luyten 726-8, L 726-8) はくじら座にある連星。太陽系から8.82光年の距離にあり、連星をひとつとして数えた場合、太陽系に6番目に近い恒星系である。主星 (Luyten 726-8 A) はくじら座BL星 (BL Ceti)、伴星 (Luyten 726-8 B) はくじら座UV星 (UV Ceti) とも呼ばれ、伴星は閃光星（爆発型変光星）としてよく知られている。

## 発見
この星は1948年にウィレム・ヤコブ・ルイテンが大きい固有運動を持つ星のカタログを編纂している時に発見された。ルイテンは、年に3.37秒というこの星の極めて大きい固有運動を認め、ルイテン726-8として登録した。この番号は BRUCE plates system でつけられており、726は写真乾板におさまる空域の番号、8はその空域の中での番号である。
その後すぐに伴星のBが閃光星だとがわかり、変光星の命名法に従ってUV星という名が与えられた。

## 性質
ルイテン726-8の2つの恒星は、共通重心の周りを26.3年周期で公転し、その軌道は離心率0.62の楕円になっている。軌道長半径は5.5天文単位で、潮汐力により影響を与え合うには距離が離れすぎていると考えられている。
主星と伴星はともに小さな赤色矮星で、VLT干渉計を用いて角直径を直接測定した2016年の研究では、主星は半径が太陽の16.5%、伴星は15.9%とされている。互いにほとんど等しい質量を持ち、半径やスペクトル型などの性質も似通っている。主星と伴星に共通した特徴として、赤色矮星としては自転速度が速く、しばしば大規模なフレアを起こし、スペクトル中には輝線が生じている。2つの星は、自転の速さ以外の点では、プロキシマ・ケンタウリによく似ている。
ルイテン726-8の2つの恒星は、恒星進化論から予想される同じ質量の典型的な主系列星と比べて半径が少し大きい。このような特徴は若い恒星に見られる事が知られており、ヘルツシュプルング・ラッセル図上の位置に基づくと、年齢は数億年以下と見積もられる。一方で、赤外線の光度は若い恒星のものとは一致しておらず、5～10億年かそれ以上の年齢が予測されている。標準モデルからの逸脱は2つの星が強い磁場を持っていることに原因があるかもしれない。

### くじら座BL星
主星のくじら座BL星は赤色矮星で、スペクトル型はM5.5V。UV星と同じく閃光星だが、UV星ほど顕著な変光は示さない。
くじら座BL星は0.243日という短い周期で自転している。太陽系から見たBL星はこちらに約60度頭を向けた方向で自転している。恒星の表面には顕著な恒星黒点が存在し、中緯度と極周辺の2か所の緯度に分布のピークがある。この星はUV星とともに赤色矮星として最強クラスの磁場が観測されている天体の1つで、4500から5200ガウスの磁束密度が知られている。

### くじら座UV星
伴星のくじら座UV星はスペクトル型M6.0Vの赤色矮星である。この星は最初に発見された閃光星ではないが、その特徴が顕著に表れているために、くじら座UV型と呼ばれる変光星の型名になっている。この星はその明るさを劇的に変化させる。例えば、1952年には、わずか20秒の間に75倍もの光量増大が観測されている。
くじら座UV星の自転周期はBL星より少し短く、0.227日で1回転する。自転傾斜角は約64度でBL星とは誤差の範囲で一致する。UV星の恒星黒点は、BL星と比べて、周囲との温度差や面積の点でさらに顕著である。また、黒点の分布パターンがBL星と異なり、緯度50～56度を中心に、経度方向に偏って分布している。
UV星は、BL星と同程度かやや強い磁場を持ち、磁束密度は5800から6700ガウスに達する。BL星とほとんど同じ質量や自転周期を持つにもかかわらず、磁場のトポロジーはBL星とは相当に異なっている。

## 名称
連星系を指して使われる名称として、L 726-8, G 272-61, GJ 65, GCTP 343.10, Luyten 726-8AB, BL-UV Cetiなどがある。またA/B個々の恒星を指す名称として、
BL/UV Ceti, BL/UV Cet, くじら座BL星/UV星, LHS 9/10, LCC 0090/0100などが使われている。